# Renchen
Renchen è una città tedesca di 7 433 abitanti, situata nel land del Baden-Württemberg.